# Estève Pelabon

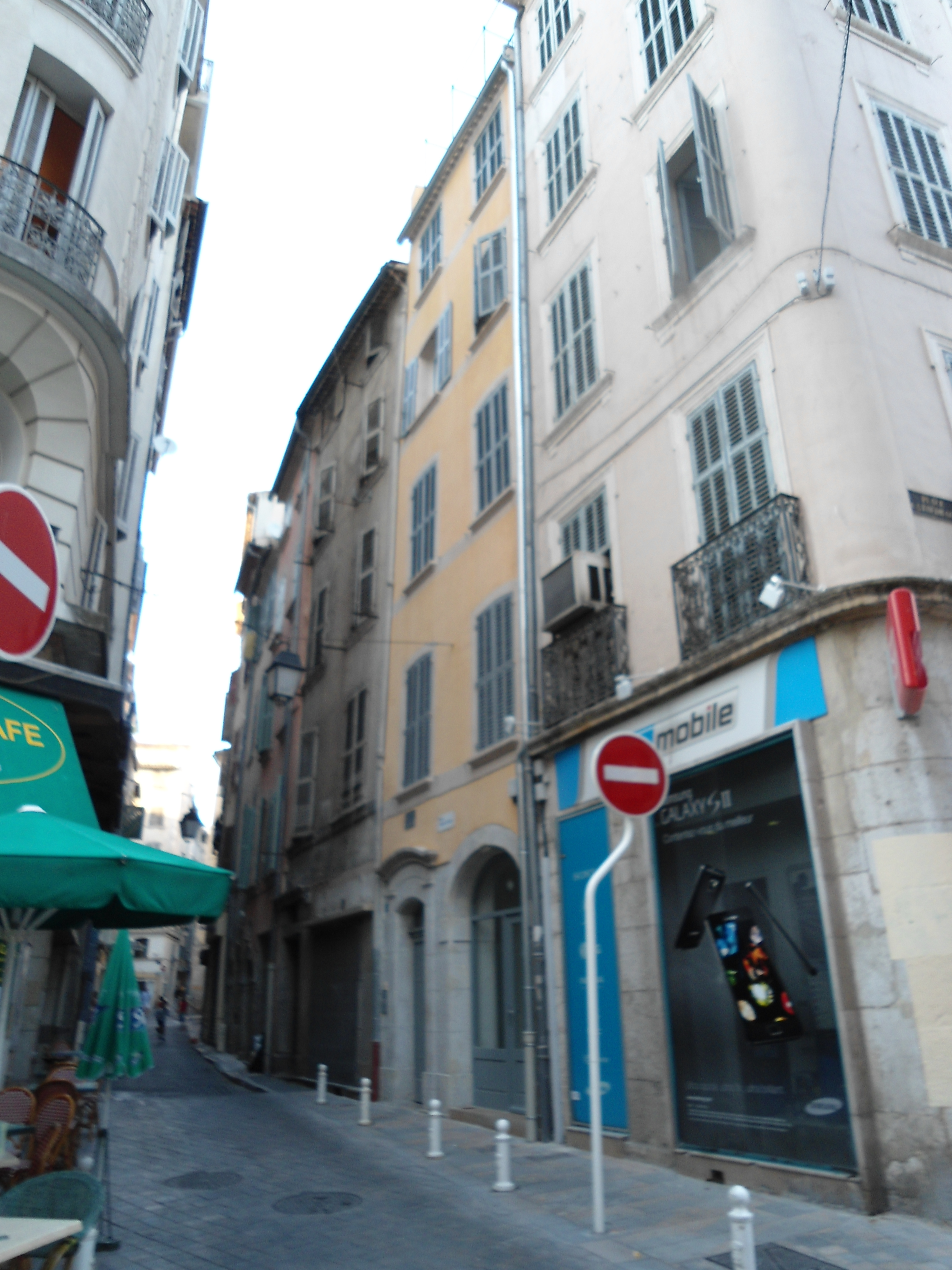
Casa nativa de Pelabon, la tercera casa a dreta, a Toló

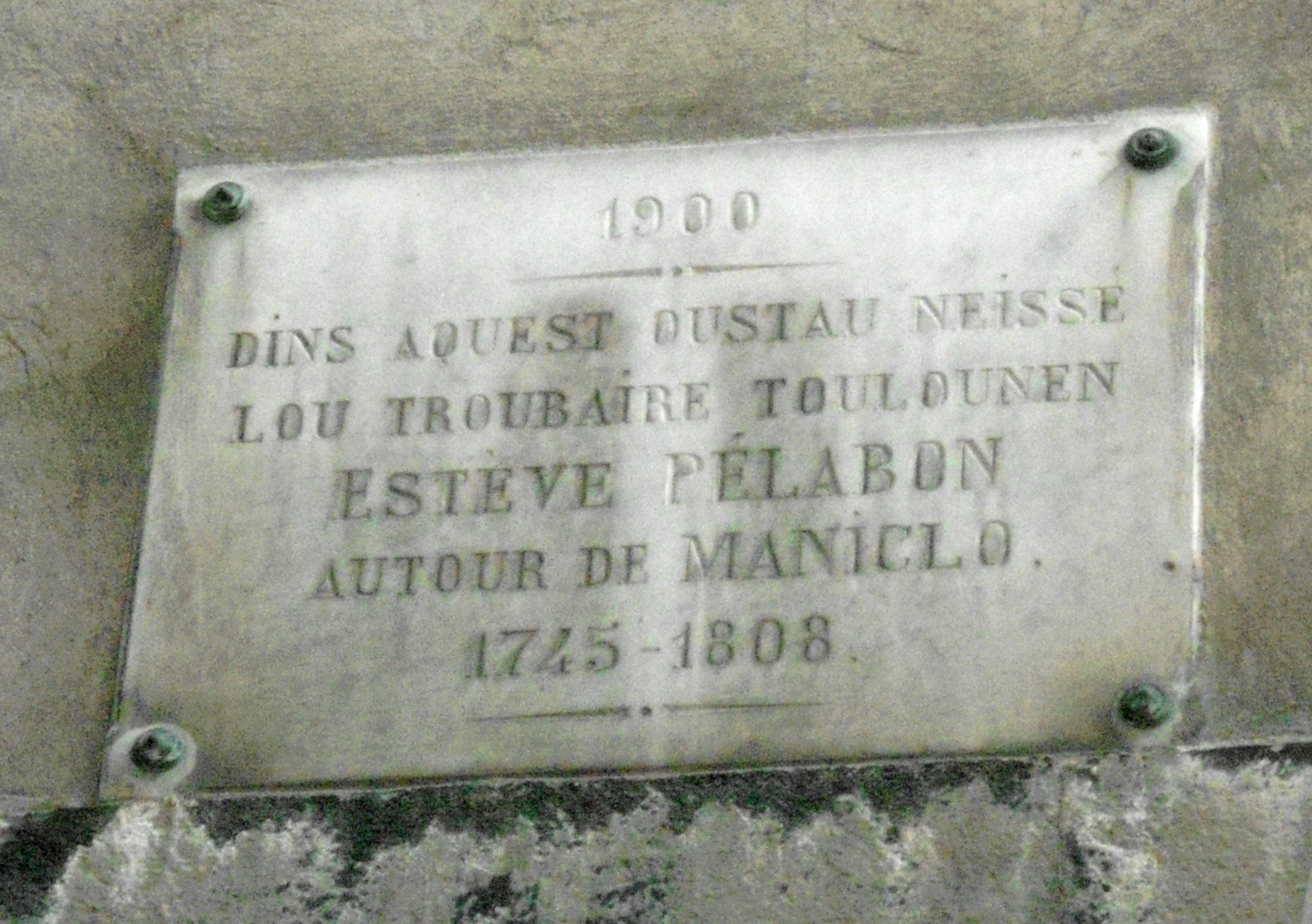
Placa recordatòria

Estève Pélabon (en francés Étienne Pélabon; Toló, 25 de gener de 1745 - Marsella ?, 1 de novembre de 1808) fou un escriptor dramàtic provençal de llengua occitana autor de la famosa comèdia Manicla (Maniclo en la grafia original).
Va ésser maquinista de teatre abans de compondre les seves obres.
De Manicla, interpretada per primera vegada el 1789 i publicada el 1890 se'n van vendre, segons Robèrt Lafont, uns 12.000 exemplars. Després, Pelabon va escriure d'altres obres de teatre com ara La réunion patriotique vo Minerve à Toulon (1790), Matiu e Ana (1792) i Lou sèns-culoto à Niço.
La seva casa a Toló ostenta una placa recordatòria escrita en provençal.

## Edicions en línia
- Edició de 1821 (facsímil)
- Edició de 1901 Arxivat 2012-04-01 a Wayback Machine.